# Parafia Świętych Apostołów Piotra i Pawła w Dolnej
Parafia Świętych Apostołów Piotra i Pawła w Dolnej – parafia rzymskokatolicka, znajdująca się w diecezji opolskiej, w dekanacie Strzelce Opolskie.